# Anisarthrus pelseneeri
Anisarthrus pelseneeri is een pissebed uit de familie Bopyridae. De wetenschappelijke naam van de soort is voor het eerst geldig gepubliceerd in 1907 door Giard.